# 1954 no desporto

## Eventos

### Automobilismo
- 22 de agosto - Juan Manuel Fangio vence o GP da Suíça, Bremgarten, e conquista seu segundo título mundial na Fórmula 1 com duas provas de antecedência.[1]

### Futebol
- 28 de fevereiro - Nas Eliminatórias da Copa do Mundo de 1954, o Brasil vence o Chile por 2 a 0 na estreia da camisa amarela.[2]
- 16 de junho:
  - Realização da V Copa do Mundo de Futebol na Suíça.[3]
  - No primeiro jogo na fase de grupos, o Brasil vence o Chile por 5 a 0 na estreia da camisa amarela em Copas do Mundo.[4]
- 4 de julho - A Alemanha Ocidental vence a Hungria por 3 a 2 e torna-se Campeã do Mundo pela primeira vez.[5]
- 19 de setembro - Inauguração do Estádio Olímpico Monumental, estádio do Grêmio Foot-Ball Porto Alegrense.

## Nascimentos
| Data            | Nome                    | Profissão                          | Nacionalidade                         | Observações | Ref    |
| --------------- | ----------------------- | ---------------------------------- | ------------------------------------- | ----------- | ------ |
| 24 de janeiro   | Jo Gartner              | automobilista                      | Áustria                               | m. 1986     | [ 6 ]  |
| 29 de janeiro   | Alejandro Casañas       | atleta, barreirista                | Cuba                                  |             |        |
| 31 de janeiro   | Mauro Baldi             | piloto de automobilismo            | Itália                                |             |        |
| 19 de fevereiro | Sócrates                | futebolista                        | Brasil                                | m. 2011     | [ 7 ]  |
| 21 de fevereiro | Ivo Van Damme           | atleta, meio-fundista              | Bélgica                               | m. 1976     | [ 8 ]  |
| 25 de fevereiro | Gerardo Pelusso         | treinador de futebol               | Uruguai                               |             |        |
| 6 de março      | Harald Schumacher       | futebolista                        | Alemanha (atual) · Alemanha Ocidental |             |        |
| 8 de março      | David Wilkie            | nadador                            | Reino Unido                           | m. 2024     | [ 9 ]  |
| 21 de março     | Rita Borralho           | atleta, fundista                   | Portugal                              |             |        |
| 13 de abril     | Roberto Dinamite        | futebolista                        | Brasil                                | m. 2023     | [ 10 ] |
| 16 de abril     | Belmiro Silva           | ciclista                           | Portugal                              |             |        |
| 17 de abril     | Riccardo Patrese        | piloto de automobilismo            | Itália                                |             |        |
| 17 de abril     | Roddy Piper             | wrestler                           | Estados Unidos                        | m. 2015     | [ 11 ] |
| 19 de abril     | Trevor Francis          | jogador e treinador de futebol     | Inglaterra                            | m. 2023     | [ 12 ] |
| 15 de maio      | Eric Gerets             | jogador e treinador de futebol     | Bélgica                               |             |        |
| 23 de maio      | Gerry Armstrong         | futebolista                        | Irlanda do Norte                      |             |        |
| 28 de maio      | João Carlos de Oliveira | atleta, triplo saltador            | Brasil                                | m. 1999     | [ 13 ] |
| 29 de maio      | John Hencken            | nadador                            | Estados Unidos                        |             |        |
| 6 de junho      | Władysław Żmuda         | futebolista                        | Polônia                               |             |        |
| 29 de junho     | Júnior                  | futebolista                        | Brasil                                |             |        |
| 12 de julho     | Wolfgang Dremmler       | futebolista                        | Alemanha (atual) · Alemanha Ocidental |             |        |
| 15 de julho     | Mario Kempes            | futebolista                        | Argentina                             |             |        |
| 27 de julho     | Philippe Alliot         | piloto de automobilismo            | França                                |             |        |
| 2 de agosto     | Sammy McIlroy           | jogador e treinador de futebol     | Irlanda do Norte                      |             |        |
| 27 de agosto    | Derek Warwick           | piloto de automobilismo            | Inglaterra                            |             |        |
| 18 de setembro  | Dennis Johnson          | jogador e treinador de basquetebol | Estados Unidos                        | m. 2007     | [ 14 ] |
| 24 de setembro  | Marco Tardelli          | jogador e treinador de futebol     | Itália                                |             |        |
| 8 de outubro    | Joseph-Antoine Bell     | futebolista                        | Camarões                              |             |        |
| 12 de outubro   | Fons Brijdenbach        | atleta, velocista                  | Bélgica                               | m. 2009     | [ 15 ] |
| 29 de outubro   | Siegrun Thon-Siegl      | atleta                             | Alemanha (atual) · Alemanha Oriental  |             |        |
| 14 de novembro  | Bernard Hinault         | ciclista                           | França                                |             |        |
| 14 de novembro  | Eliseo Salazar          | piloto de automobilismo            | Chile                                 |             |        |
| 15 de novembro  | Uli Stielike            | jogador e treinador de futebol     | Alemanha                              |             |        |
| 6 de dezembro   | Andrei Minenkov         | patinador artístico                | Rússia (atual) · União Soviética      |             |        |
| 11 de dezembro  | Vágner Bacharel         | futebolista                        | Brasil                                | m. 1990     | [ 16 ] |
| 21 de dezembro  | Chris Evert             | tenista                            | Estados Unidos                        |             |        |
| 22 de dezembro  | Hideshi Matsuda         | piloto de automobilismo            | Japão                                 |             |        |
| 27 de dezembro  | Novella Calligaris      | nadadora                           | Itália                                |             |        |
| 29 de dezembro  | Willi Wülbeck           | atleta, meio-fundista              | Alemanha (atual) · Alemanha Ocidental |             |        |

## Mortes
| Data           | Nome             | Profissão       | Nacionalidade  | Observações | Ref |
| -------------- | ---------------- | --------------- | -------------- | ----------- | --- |
| 31 de julho    | Onofre Marimón   | automobilista   | Argentina      | n. 1923     |     |
| 21 de novembro | Roderick McMahon | wrestler e boxe | Estados Unidos | n. 1882     |     |
| 1 de dezembro  | William Hoyt     | atleta          | Estados Unidos | n. 1875     |     |